# Logan City
27°38′23.064″S 153°6′25.866″Ø / 27.63974000°S 153.10718500°Ø
Logan City er befolkningsmæssigt den tredje største by i den australske delstat Queensland, med sine ca. 177.000 (2006) indbyggere.
Det første nybyggere kom til Logan i 1842. Logan City fik bystatus i 1981.
Navnet Logan er efter kaptajn Patrick Logan, noget som fik en lokal politiker i 2006 til at foreslå at omdøbe byen til Silver City. Bagrunden var at Patrick Logan var kendt for at være hensynsløs tyran, noget han mente kunne forbinde byen med kriminalitet.